# Торткуль
Тортку́ль (каз. Төрткүл) — село у складі Мактааральського району Туркестанської області Казахстану. Входить до складу сільського округу Аязхана Калибекова.
До 2008 року село називалося 40 літ Октября.
Населення — 1194 особи (2021; 1031 у 2009, 911 у 1999, 777 у 1989).